# Федорчак Парасковія Андріївна
Парасковія Андріївна Федорчак (1909, село Росохач?, тепер Городенківського району Івано-Франківської області — ?) — українська радянська діячка, новатор сільськогосподарського виробництва, завідувач свиноферми колгоспу імені Хрущова села Росохач Гвіздецького району Станіславської (Івано-Франківської) області. Депутат Верховної Ради УРСР 3-го скликання.

## Життєпис
Народилася у селянській родині. Працювала у сільському господарстві.
З початку 1950-х років — завідувач свиноферми укрупненого колгоспу імені Хрущова села Росохач Гвіздецького (потім — Городенківського) району Станіславської (Івано-Франківської) області.